# GEICO
GEICO (Government Employees Insurance Company) — американская страховая компания, входящая в холдинг Berkshire Hathaway. Предлагает услуги по различным видам страхования.

## История
В 1950-х—1960-х годах компания GEICO процветала. Однако впоследствии её руководство начало совершать ошибки. На протяжении нескольких лет в компании предпринимались попытки расширить базу клиентов посредством установления заниженных цен на страховые полисы, а также посредством смягчения условий заключения страховых договоров. Совокупным результатом всех ошибок и просчётов стало то, что к середине  1970-x некогда солидная компания оказалась на грани банкротства.
Когда в 1976 году стоимость акций компании GEICO упала с 61 до 2 долл. за акцию, Баффет начал их покупать. За 5 лет, сохраняя непоколебимую уверенность во внутренней силе компании, которая смогла сохранить неизменными основные конкурентные преимущества, Баффет инвестировал в акции GEICO 45,713 млн долл.

## Конструкция фирмы
Деятельность GEICO основывалась на двух простых, но достаточно революционных концепциях. Во-первых, если компания страхует только тех водителей, которые редко попадают в аварийные ситуации, к ней будет предъявляться меньше исков о выплате страховых возмещений.
Во-вторых, если компания продает страховые полисы непосредственно клиентам (без участия страховых агентов), это позволяет существенно сократить объём непроизводительных расходов.